# Tommy Jacobson
Nils Tommy Jacobson, ursprungligen Jakobsson, född 10 september 1958 i Linköpings församling i Östergötlands län, är en svensk entreprenör som var ordförande i Djurgårdens IF Fotboll 2009–2013.
Jacobson grundade och drev kapitalförvaltningsbolaget Trevise, som under 1990-talet såldes till Unibank som i sin tur blev en del av Nordea år 1998.
Därefter grundade Tommy Jacobson kapitalförvaltningsbolaget Quesada tillsammans med Sune Nilsson år 2000. Under bolagets första verksamhetsår finansierade de Djurgårdens IF:s fotbollslags värvningar av målvakten Andreas Isaksson (från Juventus) och Kim Källström (från BK Häcken) - med totalt cirka 20 miljoner kronor, vilket senare skulle innebära en sammanlagd vinst på cirka 5 miljoner kronor. Därefter blev det inga fler liknande storaffärer med Djurgårdens fotbollslag. Quesadas förvaltningsvolym ökade från 1 till 6 miljarder kronor mellan åren 2002 och 2007. Jacobsons befattning i Quesada var i november 2009 en styrelseplats.
Utöver styrelseplatsen i Quesada arbetar Jacobson i investmentbolaget Varenne Investment (namnet kommer från en travhäst) som bland annat har investerat kapital i de två börsnoterade bolagen NeoNet (år 2005) och Wedins Skor (år 2006), men även i Djurgårdens IF:s elitverksamhet (år 2001). Varenne Investment är återstoden av det som blev kvar när Quesada såldes till en schweizisk bank.
Jacobson har även skrivit en bok där han ger sin syn på den finanskris som uppstod under år 2008, Marknaden ska vakta sin tunga (ISBN 9170921148), utgiven i oktober 2009 av Ekerlids förlag.
I början av 2000-talet satsade Jacobson och dåvarande ordföranden Bo Lundquist 10 miljoner kronor vardera i det nybildade riskkapitalbolaget Djurgården Fotboll AB (DFAB) som enbart köpte och sålde spelare till Djurgårdens IF Fotbollförening. Den 17 april 2009 valdes Jacobson till ny ordförande i Djurgårdens riskkapitalbolag DFAB. I slutet av oktober 2009 valde Tommy Jacobson att kandidera som ny ordförande i Djurgårdens IF Fotboll genom ett extra årsmöte den 11 november 2009. 630 stycken av föreningens medlemmar deltog i mötet och tillräckligt många röstade ja till Jacobson som omedelbar efterträdare till Per Darnell. Han slutade som DIF-ordförande 2013.